# Ullaga András
Ullaga András (1942–) magyar ejtőernyős sportoló.

## Életpálya
Székesfehérváron az ejtőernyős szakosztály oktatója. Pozsonyi Imre neveltje. 1966-ban 778 ugrást hajtott végre.

## Sportegyesületei
- Központi Repülőklub (KRK),
- Dunaújvárosi (Sztálinvárosi) Repülő Klub
- Székesfehérvári Repülő Klub,

## Sporteredmények

### Világrekord
1961. május 5-én Sztálinváros Repülőklubjában edzőtáborozó ejtőernyősök Gyurkity István, Bakos István, Ullaga András, Pozsonyi Imre, Aradi András és Gazdag István 5,36 méteres átlaggal megdöntötték a jugoszlávok 1000 méteres célba ugrás rekordját.

### Világbajnokság
- A VII. Ejtőernyős Világbajnokságot 1964. július 30. és augusztus 16. között NSZK Leutkirc helység Allgäu repülőterén rendezték, ahol a magyar férficsapat további tagjai Szeder Ferenc, Hüse Károly, Samu Ferenc és Nagy Ferenc voltak. 
  - az 1000 méteres férfi csapat célba ugrásban Magyarország az 5-ik helyet szerezte meg,
- A VIII. Ejtőernyős Világbajnokságot 1966. augusztus 9.  valamint augusztus 25. között NDK-ban, Lipcsében rendezték, ahol a magyar férficsapat további tagjai Szeder Ferenc, Hüse Károly, Samu Ferenc és Nagy Ferenc voltak. 
  - az 1000 méteres férfi csapat célba ugrásban Magyarország az 5-ik helyet szerezte meg,

### Magyar bajnokság
1961. május 5-én világrekord született a Sztálinvárosi (Dunaújváros) Repülőklub edzőtáborában. Az ejtőernyős rekorder társak Gyurkity István, Bakos István, Pozsonyi Imre, Aradi András és Gazdag István. 5,36 méteres átlaggal megdöntötték a jugoszlávok 1000 méteres célba ugrás rekordját.
- A VII. Magyar Ejtőernyős Nemzeti Bajnokságra 1960. június 26. és július 3. között került sor Budaörsön, ahol
  - a 2000 méteres csoportos kombinált ugrásban bronzérmes a Dunaújváros csapatával.
- A IX. Ejtőernyős Nemzeti Bajnokságot 1962. szeptember 9. illetve szeptember 19. között tartották Hajdúszoboszlón, ahol
  - a 2000 méteres stílus ugrásban ezüstérmes,
- A X. Magyar Ejtőernyős Nemzeti Bajnokságot 1963. július 21. valamint július 27. között Hajdúszoboszlón rendezték, ahol
  - a 2000 méteres stílus ugrásban ezüstérmes,
- A XII. Magyar Ejtőernyős Bajnokságot 1965. augusztus 25. és augusztus 31. között Hajdúszoboszlón tartották meg, ahol
  - a 2000 méteres stílus ugrásban ezüstérmes,
- A XIII. Magyar Ejtőernyős Nemzeti Bajnokságot 1966-ban rendezték, ahol 1000, 1500 és 2000 méteres egyéni késleltetett célba ugrásban új országos rekordot állított fel.
  - a 2000 méteres stílus ugrásban ezüstérmes,
  - az egyéni összetett verseny bronzérmese,
- A XIV. Magyar Ejtőernyős Nemzeti Bajnokságra 1967. július 23. valamint július 30. között került sor Miskolcon, ahol
  - az 1000 méteres férfi egyéni célba ugrás országos bajnoka